# Vuurtoren van Casquets
De vuurtoren van Casquets (Casquets Lighthouse) bevindt zich op het rotseiland Les Casquets, dat ongeveer 12 km ten westen en iets ten noorden van het kanaaleiland Alderney gelegen is. De vuurtoren waarschuwt schippers voor de gevaarlijke rotsen en stromingen rond Alderney en was bemand tot november 1990. Na de automatisatie werd het beheer van de installatie overgedragen aan het Planning Centre van Trinity House in Harwich in het Engelse Essex. Trinity House is verantwoordelijk voor de navigatiemiddelen in Engeland, Wales, Gibraltar en de Kanaaleilanden.

## Kenmerken en uitrusting
Het ommuurde complex bestaat uit drie torens die zich op de hoekpunten van een onregelmatige driehoek bevinden. De noordwestelijke toren is 23 m hoog en voorzien van een lichthuis met een catadioptrisch systeem dat bestaat uit een fresnellens van de 2de orde met vijf lenspanelen waarvan de brandpuntsafstand 700 mm bedraagt. In het midden van dit systeem bevindt zich een ledlamp met een sterkte van 452.000 candela. Door de rotatie van het lenzensysteem worden om de 30 seconden 5 flitsen gegenereerd. Dit licht, dat zich 37 meter boven de zeespiegel bevindt, is zichtbaar tot op een afstand van 18 zeemijl (33 km). Bij defect van het hoofdlicht wordt een noodlicht ontstoken dat op het dak van de toren werd gemonteerd. Deze ledlamp produceert hetzelfde flitsenpatroon als het hoofdlicht. De toren werd voorzien van rode en witte banden, zodat hij ook overdag een herkenbaar oriëntatiepunt vormt.
De oostelijke toren was uitgerust met een mistsignaal dat om de 60 seconden twee identieke tonen opwekte en hoorbaar was tot op een afstand van 3 zeemijl (5,6 km). Trinity House besliste om deze misthoorn op 11 mei 2011 definitief buiten gebruik te stellen. De zuidwestelijke toren bevat een helipad. Een zonnecollector, aangevuld met zonnepanelen met een vermogen van 6 kW en een windturbine van 2,5 kW zorgen voor de energievoorziening. Het drinkwater voor het complex, dat vroeger diende aangevoerd worden door een helikopter, wordt nu gewonnen uit regenwater.
De toren kreeg het Maritiem Mobile Service Identiteit-nummer (MMSI-nummer) 992351120 toegewezen. Met dit uniek getal van 9 cijfers kan hij als radiostation geïdentificeerd worden.

## Geschiedenis

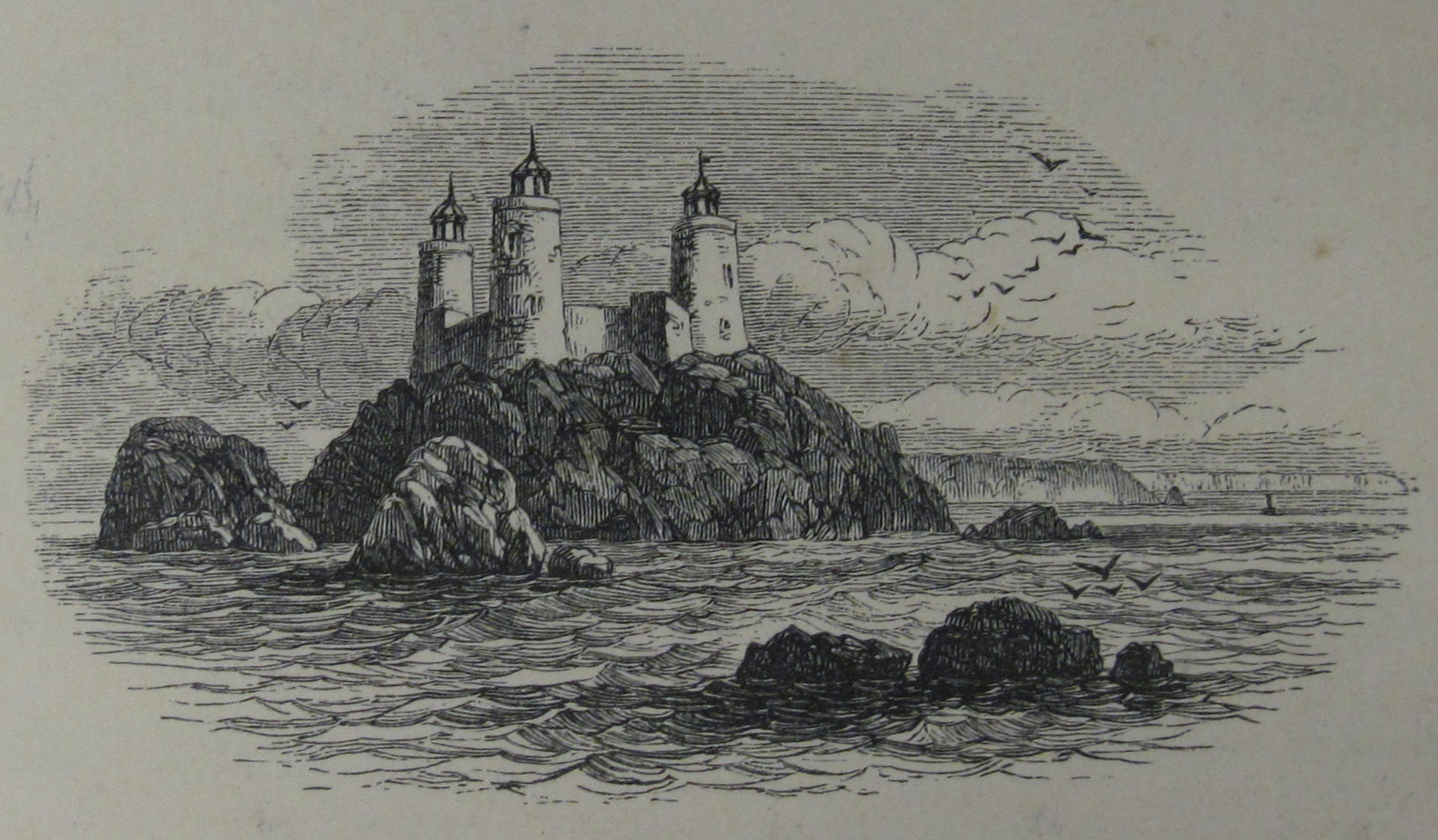
Zicht op de drie vuurtorens in 1862 met een kanaaleiland op de achtergrond.

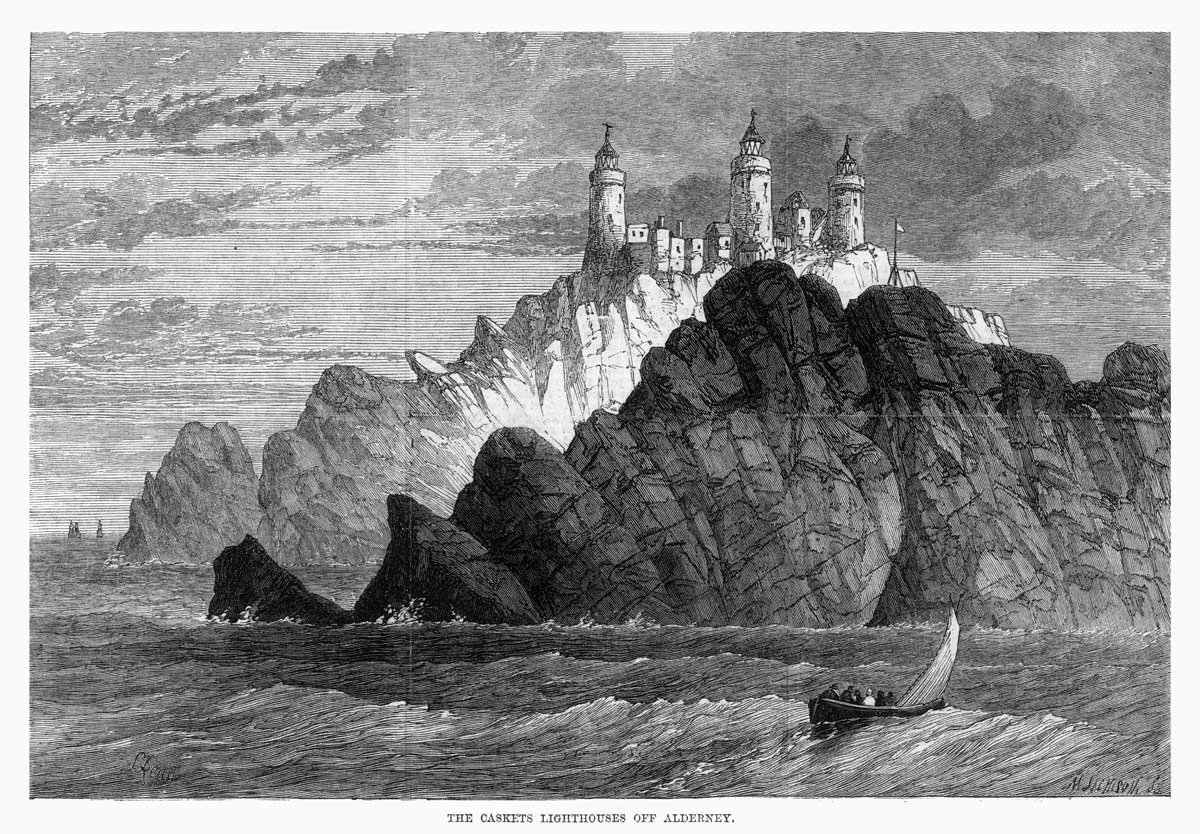
De drie vuurtorens op Les Casquets rond 1868

### Bouw en inwerkingstelling
Thomas Le Cocq, de eigenaar van Les Casquets, richtte er drie vuurtorens op nadat hij op 3 juni 1723 de toelating van Trinity House verkregen had in de vorm van een patent. Le Cocq werd hiertoe ook aangezet door scheepseigenaars die bezorgd waren over de gevaarlijke situatie rond de rots en hem een halfpenny beloofden per ton voor elk schip dat voorbij de vuurtoren zou varen.
Om verwarring met de lichten te vermijden die zichtbaar waren op de Franse en Engelse kusten, koos Trinity House voor een driehoekig ontwerp waarbij telkens een toren op een hoekpunt van de driehoek werd geplaatst. De drie torens, die de namen Dungeon, Saint Peter en Saint Thomas meekregen, werden voorzien van kolenvuren die werden beschermd door glazen lichthuizen. De torens kwamen in dienst op 30 oktober 1724 toen de vuren voor de eerste keer werden ontstoken. Om de vuren aan te wakkeren werd er gebruik gemaakt van blaasbalgen, die met de hand werden bediend. In 1779 werd een eerste verbetering doorgevoerd toen de kolenvuren werden vervangen door olielampen die voorzien waren van reflectoren en in een koperen lichthuis waren ondergebracht.

### Overname door Trinity House
In 1785 nam Trinity House de controle van de torens over toen het huurcontract met Le Cocq eindigde. Deze overeenkomst had toen 61 jaar gelopen en had de vennootschap jaarlijks £ 50 opgebracht. Op 25 november 1790 werden de kolenvuren vervangen door Argandse lampen waarvan het licht gebundeld werd door metalen reflectoren. Vanaf 1818 zorgde een roterend systeem in de drie torens voor een schittering om de 15 seconden. Dit systeem werd aangedreven door een uurwerkmechanisme dat om de 90 minuten diende opgewonden te worden. Op 31 oktober 1823 brak een zware storm los die de drie lichthuizen vernielde en de torens zwaar beschadigde.
In 1834 waren de drie torens elk uitgerust met telkens acht branders. Deze lampen waren opgesteld in een horizontaal vlak dat rond een as roteerde. Deze lichtbronnen waren bij gunstige weersomstandigheden zichtbaar tot op 19 km. De branders verbruikten jaarlijks ongeveer 3.785 liter olie. De schitteringen in de drie torens verliepen niet gelijktijdig omdat de systemen niet op elkaar afgestemd waren. Bovendien waren er meestal maar twee van de drie torens verlicht. Bij slechte zichtbaarheid stond een mistsignaal ter beschikking waarvan het geluid werd geproduceerd door een klok.
De zichtbaarheid van de lichten nam verder toe toen in 1854 de drie torens met ongeveer 9 meter werden verhoogd en uitgerust werden met lampen met een lichtsterkte van 180.500 candela. Het lichtkarakter van een toren bestond nu uit drie langzame schitteringen die om de halve minuut werden herhaald. In 1877 was enkel de noordoostelijke toren nog verlicht. Deze toren was ondertussen nogmaals verhoogd en produceerde om de 30 seconden 5 witte schitteringen in een snelle opeenvolging.

### Operatie Dryad
Tijdens de Tweede Wereldoorlog werd het vuurtorencomplex op Les Casquets door de Duitsers bezet. Om de vuurtoren te ontzetten werd door de Britten het plan bedacht om de Small Scale Raiding Force (SSRF) in te zetten, een eenheid die door majoor Gus March-Phillipps in het leven was geroepen en tot doel had om aanvallen in en rond Het Kanaal uit te voeren. Tijdens deze raids werden er, indien mogelijk, ook gegevens over de bezetter verzameld en vijanden gevangengenomen. De missie naar Les Casquets kreeg de naam Operation Dryad mee.
In de loop van de maanden juni en juli 1942 werden drie pogingen ondernomen om de rots in te nemen. Mist, motorpech en ruw weer deden ze telkens mislukken. Tijdens de vierde poging, in de nacht van 2 op 3 september 1942, slaagde de eenheid erin om met een motor torpedo boat het eiland voldoende dicht te naderen zodat een rubberboot kon ingezet worden om de overvallers aan land te brengen. De Duitsers, die zich allen in het hoofdgebouw bevonden, werden gevangengenomen zonder dat er een schot gelost werd. De leden van de SSRF konden beslag leggen op codeboeken en andere documenten. De gevangenen werden in Portland aan land gebracht om nadien ondervraagd te worden door MI9, een afdeling van de Britse militaire inlichtingendienst.

### Elektrificatie
De sterkte van het licht werd in 1952 opgedreven tot 2.334.700 candela toen het complex werd uitgerust met een elektrische installatie. Het systeem met fresnellenzen roteert linksom, waardoor de toren zich onderscheidt van de meeste andere vuurtorens. Om plaats te voorzien op de twee andere torens voor respectievelijk een helipad en een misthoorn werden die ingekort.

### Assistentie bij de redding van de bemanning van deConstantia S
Op 23 januari 1967 kwam de tanker Constantia S in moeilijkheden in de nabijheid van Les Casquets. Het schip was op weg van Amsterdam naar Gibraltar en was geladen met een voorraad zoetwater. De vuurtorenwachters trachtten de bemanning te waarschuwen met een seinlamp en seinvlaggen. Het schip, dat op drift was, liep uiteindelijk aan de grond. De bemanning kon het schip verlaten in twee reddingsboten. Terwijl de hoofdwachter van de vuurtoren de wal verwittigde, hielden twee assistenten zich klaar aan een steiger om de reddingsboten op te vangen. Door het ruwe weer met windkracht 6 tot 8 diende van dit plan te worden afgezien. De bemanning in de reddingsboten werd vervolgens in veiligheid gebracht door de Burhou, een schip van Trinity House dat inmiddels opgeroepen was. De kapitein van de Constantia S, die op de rotsen was achtergebleven, werd gered door een helikopter. Het gestrande schip kwam opnieuw los en dreef naar een rots ten oosten van de vuurtoren waar het in twee brak.